# Archivo Público del Estado de São Paulo
El Archivo Público del Estado de São Paulo (APESP) es la institución archivística del poder ejecutivo del Estado de São Paulo responsable de formular e implementar la política estadual de archivos, mediante la gestión de los documentos producidos por el poder ejecutivo paulista, la preservación de los documentos categorizados como "en custodia permanente" (también llamados "históricos"), la difusión del patrimonio documental y el acceso a la información contenida en dichos documentos. El APESP está instalado en un conjunto de edificios del barrio de Santana, ciudad de São Paulo, cercano a la Rodoviária do Tietê. Es uno de los mayores archivos públicos de Brasil, que mantiene un abundante acervo para la investigación y ayudan al rescate de la memoria pública paulista.
Creado en 1891, el Archivo Público es una de las dependencias más antiguas del estado de São Paulo. Es uno de los mayores archivos públicos del Brasil, conteniendo una gran colección disponible para la investigación con más de 25 millones de documentos textuales y 3 millones de documentos iconográficos y cartográficos. Su acervo está compuesto por documentos provenientes tanto de las secretarías de estado como del Poder judicial, alcaldías, registros civiles y colecciones privadas, abarcando incluso manuscritos de la época colonial, registros importantes pertenecientes al extinto DOPS y colecciones particulares de exgobernadores y expresidentes como Júlio Prestes, Washington Luis y Adhemar de Barros.
Vinculado actualmente a la Secretaría de Proyectos, Presupuesto y Gestión, el APESP es el órgano central del Sistema de Archivos del Estado de São Paulo (SAESP), siendo responsable por la coordinación y sistematización de los archivos públicos paulistas, incluyendo la confección de tablas de temporalidades, montaje y coordinación de Comisiones de Evaluación, realización de descarte o recolección de conjuntos documentales producidos por el gobierno paulista.
El Archivo Público del Estado también custodia el acervo de órganos y entidades extintas. Además de la consulta de su acervo, el Archivo Público también ofrece los servicios de copias certificadas y legalizaciones, reproducción de documentos, visitas guiadas, acción educativa y edición de manuales técnicos y la Revista do Arquivo.